# American Football (группа)
American Football — американская рок-группа из Эрбаны, штат Иллинойс, первоначально существовавшая с 1997 по 2000 год, а затем с 2014 года. Гитарист / басист и вокалист Майк Кинселла (ранее в составе Cap’n Jazz, Owls, Joan of Arc, а в настоящее время — OWEN), барабанщик и трубач Стив Ламос (бывший участник The One Up Downstairs, бывший участник The Firebird Band и Edward Burch & the Staunch Characters, а в настоящее время — The Geese и DMS) и гитарист Стив Холмс (также был в составе The Geese) сформировали группу.
Несмотря на недолгий начальный срок существования группы, их одноимённый дебютный альбом стал одним из самых известных альбомов эмо и математического рока своей эпохи. Группа American Football воссоединилась в 2014 году и с тех пор выпустила ещё три релиза: American Football LP2 (2016), American Football LP3 (2019) и Rare Symmetry/Fade into You (2021).

## История
Майк Кинселла и Стив Холмс познакомились ещё в раннем возрасте, поскольку оба учились в средней школе Уилинга в Уилинге, штат Иллинойс, где Кинселла играл на барабанах в Cap’n Jazz; Холмс играл на гитаре в разных группах. Кинселла и Ламос начали играть вместе с Дэвидом Джонсоном и Алленом Джонсоном в 1997 году под названием «The One Up Downstairs», в котором Кинселла был исключительно вокалистом. Под этим названием были записаны три песни с намерением выпустить их как грампластинку на лейбле Polyvinyl Records. Однако группа распалась ещё до того, как пластинка была выпущена, и песни были отложены. Три трека, записанные The One Up Downstairs, были выпущены в 2006 году в виде цифрового EP, а в 2009 году — в виде грампластинки.
Дэвид Джонсон и Аллен Джонсон сформировали группу Very Secret (а затем и Favorite Saints), а Кинселла и Ламос начали работать со Стивом Холмсом. Группа выпустила в общей сложности два релиза — титульный EP в 1998 году и свой дебютный альбом в 1999 году, оба на лейбле Polyvinyl Records. Хотя группа не записывала бас-гитару на EP, Кинселла играл на бас-гитаре в некоторых песнях для LP.
Через год после выхода первого полноформатного альбома American Football превратился в студийный проект. Вскоре после этого группа решила прекратить совместную запись. Тем не менее, American Football получил признание критиков для этого альбома, который слился с обычными говорят, конфессиональные тексты и различные временные сигнатуры по математике рока с более мягким музыкальной чувственностью. Эти характеристики были сохранены в сольном проекте Майка Кинселлы Owen и позже Кинселла перезапишет «Never Meant» в роли Оуэна в 2004 году.
23 августа 2016 года группа анонсировала свой второй альбом, также названный American Football. В том же анонсе песня «I’ve Been So Lost For So Long» сообщалось, что песня будет доступна на онлайн платформе SoundCloud.
21 октября 2016 года группа выпустила свой второй альбом. На обложке альбома изображён тот же дом, что и на первом полнометражном альбоме группы. «Дом American Football» стал достопримечательностью для поклонников эмо-музыки по всему миру, которые часто ездили в Урбану, штат Иллинойс, чтобы фотографироваться возле местной достопримечательности.
11 декабря 2018 года группа анонсировала свой третий альбом в Instagram, а их третий одноимённый студийный альбом стал доступен для предварительного заказа в Apple Music и iTunes.
Их третий и последний на данный момент альбом вышел 22 марта 2019 года.

## Участники
- Стив Холмс — гитара (1997—2000, 2014 — настоящее время)
- Майк Кинселла — вокал, гитара (1997—2000, 2014 — настоящее время), бас-гитара (1997—2000)
- Нейт Кинселла — бас-гитара, бэк-вокал, вибрафон (2014 — настоящее время)
- Стив Ламос — барабаны, перкуссия, труба (1997—2000, 2014 — 2021, 2023 — настоящее время)

#### Концертные участники
- Майк Гарсон — перкуссия, мелодика (2016 — настоящее время)
- Кори Брэкен — вибрафон (2019 — настоящее время)
- Сара Версприлль — бэк-вокал (2019 — настоящее время)

## Дискография
- American Football (1999 г.)
- American Football (2016 г.)
- American Football (2019 г.)